# Rudolf Kerner
Rudolf Kerner (21. februar 1910 i Saarbrücken, Tyskland – 1998) var en tysk SS-Hauptsturmführer og kriminalkommisær. Han var chef for det tyske sikkerhedspoliti i Kristiansand fra 1941. Efter krigen blev han dømt til døden, men senere benådet.
I 1942 overtog Gestapo statsarkivet i Kristiansand. Den lokale Gestapo-chef var Rudolf Kerner, og det var ham som bestemte hvem, som skulle afhøres. I løbet af krigen var omkring 3.500 nordmænd fra Sørlandet arresteret på statsarkivet i mere end fire dage. Over 400 blev tortureret af det tyske sikkerhedspoliti Gestapo, og 162 omkom i koncentrationslejre eller blev henrettet. En af de torturerede var modstandsmanden Louis Hogganvik. Bautasten med navnene på ofrene er sidenhen blevet opstillet. “Skrekkens hus“, som statsarkivet blev kaldt, er i dag det eneste bevarede Gestapo-hovedkvarter i Norge, og fremstår næsten autentisk.
I 1946 aflagde Kerner flere rapporter om det tyske sikkerhedspolitis aktioner på Sørlandet under 2. verdenskrig sammen med det norske statspoliti.
Kerner og sine medarbejdere blev den 16. juni 1947 dømt til døden for forbrydelser mod straffelovens § 233, jf. lov nr. 14 af 13. december 1946 – forbrydelser mod norske patrioter. Kerner blev oprindeligt tiltalt for blandt andet at have henrettet en række sovjetiske krigsfanger. Grundlaget for tiltalen var at samtlige af disse drab blev gennemført uden at der forelå dom eller retsbehandling. Alligevel frifandt højesteret Kerner på dette punkt, da der var mangelfulde beviser for hvorvidt mindstekravene for en lovlig henrettelse var blevet opfyldt. Dødsstraffen blev i 1948 omgjort til livsvarigt fængsel. Han blev løsladt i oktober 1953 og returnerede derefter til Tyskland. Han døde i 1998.